# Lost (sæson 1)
Den første sæson af tv-serien Lost havde premiere på American Broadcasting Company 22. september 2004, og 10. januar 2005 på TvDanmark. Den består af 24 afsnit og introducerer historien om 48 overlevende der strander på en mystisk ø i Stillehavet. De tvinges til at arbejde sammen mod fraktionen af The Others, og konfronteres med øens egenskaber.
Første sæsons 24 afsnit blev udsendt onsdage kl. 20 i USA. Den 27. april 2005 sendte ABC clipshowet Lost: The Journey, og 6. september 2005 udgav Buena Vista Home Entertainment "Lost: The Complete First Season" på dvd.

## Produktion
Sæsonen blev produceret af Touchstone Television (nu ABC Studios), Bad Robot Productions og Grass Skirt Productions, og blev sendt på American Broadcasting Company in USA. Producerne var J.J. Abrams, Damon Lindelof, Bryan Burk, Jack Bender og Carlton Cuse, med Jesse Alexander og Jeff Pinkner som konsulenter.
Forfatterstaben bestod af Abrams, Lindelof, Cuse, Alexander, Pinkner, David Fury, Javier Grillo-Marxuach, Leonard Dick, Edward Kitsis, Adam Horowitz, Jennifer Johnson og Paul Dini. Nogle forfattere deltog også på freelancebasis. Instruktørstaben bestod af Abrams, Bender, Stephen Williams, Tucker Gates, Greg Yaitanes og Kevin Hooks. Det originale soundtrack blev komponeret af Michael Giacchino.
Seriens oprindelige koncept, kaldt "Nowhere," blev udviklet af Jeffrey Lieber, mens grundidéen blev fremlagt af Lloyd Braun ved et møde i 2003. Liebers udkast nåede aldrig at blive tilfredsstillende og i stedet blev Alias-skaber J.J. Abrams og den lovende forfatter Damon Lindelof hyret til at færdigudvikle og justere serien. Projektet blev godkendt alene på sit udkast, noget der almindeligvis er uhørt i Hollywood. Abrams og Lindelof udviklede hele seriens overordnede handlingslinje, samt et sæt personer og dens tema. I løbet af castingprocessen lod forfatterne sig, trods tidspres, ikke holde tilbage for at skrive nye roller ind i serien (Sun og Jin var eksempelvis ikke med i planerne fra starten) eller ændre på de eksisterende, herunder Sawyer. Det meste af sæsonen blev filmet på Oahu, Hawaii, hvor også kulisser der forestiller udlandet blev iscenesat. Manuskripterne blev skrevet og det rå filmmateriale efterbehandlet i Los Angeles.

## Casting
Første sæson havde 14 stjerneroller, anført af de facto-hovedperson Jack Shephard spillet af Matthew Fox – en heroisk kirurg der blev tvunget i rollen som leder af de overlevende. Evangeline Lilly tog plads ved siden af Fox som flygtningen Kate Austen, der betragtedes som den kvindelige hovedrolle. Jorge Garcia spillede den overvægtige lottomillionær Hugo "Hurley" Reyes, der påstod at være forfulgt af uheld. Naveen Andrews figurerede som den irakiske torturbøddel Sayid Jarrah, og Josh Holloway som den egocentriske "grib" James "Sawyer" Ford. Seriens koreanske islæt Jin-Soo Kwon og Sun-Hwa Kwon blev spillet af hhv. Daniel Dae Kim og Yunjin Kim. Terry O'Quinn påtog sig rollen som den mystiske John Locke, der syntes at have en særlig, spirituel forbindelse til øen. Maggie Grace udfyldte rollen som Shannon Rutherford, der akkompagneredes af sin stedbror Boone Carlyle, spillet af Ian Somerhalder. Emilie de Ravin var australske Claire Littleton der i løbet af første sæson dannede venskab med den stofmisbrugende rockmusiker Charlie Pace, der blev spillet af Dominic Monaghan. Harold Perrineau havde rollen som Michael Dawson – den fortvivlede far til Walt Lloyd, spillet af Malcolm David Kelly.
Af gæster i serien kan blandt andet nævnes kroatiske Mira Furlan, der spillede Danielle Rousseau, William Mapother portrætterede lægen Ethan Rom og John Terry spillede Jacks strikse far Christian Shephard.

## Modtagelse
Pilotafsnittet samlede 18,6 millioner seere, og var dermed klart den mest populære udsendelse i det tidsrum, det blev sendt. Det gav ABC sin stærkeste Nielsen-vurdering siden 2000 da Hvem vil være millionær? gik i luften – kun slået den følgende måned af premieren på Desperate Housewives. Baseret på sin stærke åbning kaldte Reuters serien for et "hit-drama" og pointerede, at "showet ser ud til at have haft gavn af det enorme marketingskampagne der omfattede radiospots, specielle visninger og ABC's første billboardreklame i fem år." Efter de første fire afsnit offentliggjorde ABC, at de havde bestilt en hel sæson.
Første sæson blev nomineret til tolv Emmyer. Den vandt seks: "Outstanding Casting for a Drama Series", "Outstanding Directing for a Drama Series", "Outstanding Drama Series" (J.J. Abrams), "Outstanding Music Composition for a Series (Dramatic Underscore)" (Michael Giacchino), "Outstanding Single-Camera Picture Editing for a Drama Series" og "Outstanding Special Visual Effects for a Series". Terry O'Quinn og Naveen Andrews blev nomineret i kategorien "Outstanding Supporting Actor in a Drama Series".
Første sæson blev i gennemsnit set af 88.000 i Danmark. Det er den sæson af Lost med hidtil bedste seertal i Danmark, eftersom anden og tredje fik hhv. ca. 50.000 og 18.000. Dog har store danske serier på public service-kanaler til sammenligning af og til over en million danske seere. Filmz.dk giver første sæson 5 ud af 6, mens brugerne i gennemsnit giver lidt over 5 af 6. Desuden roses serien især for sin tekniske side.

## Afsnit
| Serie # | Sæson # | Titel                                    | Instruktør       | Forfatter(e)                                                                 | Hovedperson(er)      | Original sendedato |
| 1 | 1       | "Pilot: Part 1"                          | J.J. Abrams      | Jeffrey Lieber, J.J. Abrams & Damon Lindelof                                 | Jack                 | 22. september 2004 |
| Oceanic Airlines Flight 815, en kommerciel flyvning fra Sydney til Los Angeles, bryder i stykker i luften og styrter ned over en tilsyneladende ubeboet tropisk ø i det sydlige Stillehav med 48 overlevende ombord. Mystiske brøl høres fra junglen, og træer findes væltet op med rod. Jack, Kate og Charlie begiver sig ud i junglen for at finde flyets cockpit så de kan udsende et nødsignal med flyets transceiver. De finder andenpiloten, der overlevede styrtet, i cockpittet, men han dræbes af det mystiske "monster". Et flashback viser Jack på flyet. |         |                                          |                  |                                                                              |                      |                    |
| 2 | 2       | "Pilot: Part 2"                          | J.J. Abrams      | Jeffrey Lieber, J.J. Abrams & Damon Lindelof                                 | Charlie & Kate       | 29. september 2004 |
| En gruppe tager af sted for at føre transceiveren ind midt på øen i et forsøg på at komme højere til vejrs og dermed forbedre modtageforholdene. På vejen angribes de af en isbjørn, som Sawyer skyder og dræber. Tilbage på stranden vågner en politibetjent, der var ombord på flyet, under sin operation og spørger Jack hvor Kate, der afsløres i et flashback at være eskorteret af betjenten, er. I et andet flashback vises Charlie, der smugler en lille pose heroin ombord på flyet. |         |                                          |                  |                                                                              |                      |                    |
| 3 | 3       | "Tabula Rasa"                            | Jack Bender      | Damon Lindelof                                                               | Kate                 | 6. oktober 2004    |
| Jack får kendskab til Kates fortid som flygtning. Gruppen med transceiveren vender tilbage, men beslutter ikke at fortælle de andre om den transmission, de opfangede. Sawyer skyder betjenten i den tro, at det vil gøre en ende på hans lidelser. Skuddet punkterer dog kun hans lunge, så Jack ser sig nødsaget til at yde aktiv dødshjælp. Flashback viser Kates liv på en australsk farm indtil hun fanges af politibetjenten. |         |                                          |                  |                                                                              |                      |                    |
| 4 | 4       | "Walkabout"                              | Jack Bender      | David Fury                                                                   | Locke                | 13. oktober 2004   |
| Vraget brændes efter det er blevet angrebet af vildsvin. Locke tager succesfuldt på vildsvinejagt, men møder også monsteret, dog uden at fortælle det til nogen. I flashback afsløres det, at Locke sad i kørestol før flystyrtet, og at han blev rask efter styrtet på øen. |         |                                          |                  |                                                                              |                      |                    |
| 5 | 5       | "White Rabbit"                           | Kevin Hooks      | Christian Taylor                                                             | Jack                 | 20. oktober 2004   |
| Boone stjæler den efterhånden lille vandforsyning i et mislykket forsøg på at hjælpe alle, men de overlevende vender ham ryggen. Jack, der lider af søvnmangel, jagter hvad der ligner hans afdøde far i skovene og ender med at finde nogle huler med en forsyning af frisk vand. Jack kommer overens med hans rolle som leder. I flashback tager Jack til Australien for at hente sin afdøde far. |         |                                          |                  |                                                                              |                      |                    |
| 6 | 6       | "House of the Rising Sun"                | Michael Zinberg  | Javier Grillo-Marxuach                                                       | Sun                  | 27. oktober 2004   |
| Nogle af de overlevende flytter ind til hulerne, mens andre bliver på stranden. Locke bytter Charlies heroin for hans guitar. Jin angriber Michael fordi han har Jins svigerfars ur, det er dog kun Jins kone, Sun, der ved dette, da de ikke snakker engelsk. Jin sættes fast til vraget med håndjern. Sun afslører over for Michael at hun kan tale engelsk og forklarer, hvorfor Jin angreb Michael, og Michael befrier Jin. Flashback viser, at Jin var nødt til at tage arbejde hos Suns far for at få Sun til kone. En nat efter brylluppet kommer Jin hjem gennemblødt i en anden mands blod. Sun planlægger i al hemmelighed at forlade Jin, men hun skifter mening i sidste øjeblik. |         |                                          |                  |                                                                              |                      |                    |
| 7 | 7       | "The Moth"                               | Jack Bender      | Jennifer Johnson & Paul Dini                                                 | Charlie              | 3. november 2004   |
| Charlie lider under sin mangel på heroin og beder Locke om det. Locke siger at han vil give ham heroinen tilbage tredje gang, Charlie spørger. Charlie spørger senere Locke om heroinet for tredje gang, og Locke afleverer det tilbage - men Charlie smider det på bålet. Flashbacks viser Charlie og hans bror Liam i front for deres band, DriveSHAFT og sidst ender Liam med at få Charlie afhængig af heroin. Flere år senere besøger Charlie Liams hus i Australien for at få ham med på en genforeningstur med DriveSHAFT, men Liam afslår tilbuddet. |         |                                          |                  |                                                                              |                      |                    |
| 8 | 8       | "Confidence Man"                         | Tucker Gates     | Damon Lindelof                                                               | Sawyer               | 10. november 2004  |
| Sawyer mistænkes for at hamstre astmainhalatorer fra vraget. Sayid torturerer Sawyer, der afslører over for Kate, at han ikke har dem. Sayid tager ud for at udforske øens kystlinje i en selvvalgt isolation for psykisk at behandle sine torturgerninger mod Sawyer. Kate læser et brev, som Sawyer altid bærer med sig. Brevet afslører at Sawyer er et alias; da Sawyer var barn narrede en mand ved navn Sawyer penge fra hans mor, som han også gik i seng med. Moderen blev dræbt af Sawyers far i et mord-selvmord. Den unge Sawyer svor, i brevet, at give det til den rigtige Sawyer. Senere blev Sawyer også en bondefanger og tog den originale Sawyers navn. I flashbacks prøver Sawyer at bondefange et ægtepar, men giver op da han opdager at de har et barn. |         |                                          |                  |                                                                              |                      |                    |
| 9 | 9       | "Solitary"                               | Greg Yaitanes    | David Fury                                                                   | Sayid                | 17. november 2004  |
| Sayid finder et kabel, der løber op af havet og ind i junglen. Mens han følger det fanges han i en fælde opsat af Rousseau, kvinden der udsendte nødsignalet. Rousseau fortæller Sayid at hun var en del af et videnskabshold, og at de forliste ved øen seksten år tilbage. Hun fortæller om en gruppe indfødte på øen, som hun kalder The Others (De Andre), at de bærer en sygdom som hendes kollegaer blev ramt af og at de hvisker i junglen. Sayid flygter og tager en riffel og Rousseaus noter, hun har skrevet om øen, med. Mens han forsøger at finde tilbage til lejren, hører han den hvisken, Rousseau talte om. I flashbacks får Sayid til opgave at torturere en fange ved navn Nadia, der er en barndomsveninde. Sayids overordnede fortæller ham, at han skal henrette hende, men i stedet hjælper han hende med at flygte.                                                      |         |                                          |                  |                                                                              |                      |                    |
| 10 | 10      | "Raised by Another"                      | Marita Grabiak   | Lynne E. Litt                                                                | Claire               | 1. december 2004   |
| En slemt skadet Sayid returnerer til lejren og fortæller de andre om Danielle og om at der er andre folk på øen. Claire vågner op skrigende to nætter i træk og insisterer på at nogle holdt hende nede og stak hende i maven. Angrebet får Hurley til at lave en tælling over de overlevende ved hjælp af flymanifestet, og finder ud af at Ethan ikke var ombord på flyet. I flashbacks finder Claire ud af, at hun er gravid, og hendes kæreste forlader hende. Hun tager til en spåmand, der siger at en stor fare omgiver hendes barn. |         |                                          |                  |                                                                              |                      |                    |
| 11 | 11      | "All the Best Cowboys Have Daddy Issues" | Stephen Williams | Javier Grillo-Marxuach                                                       | Jack                 | 8. december 2004   |
| Efter at Claire og Charlie er blevet kidnappet af Ethan sætter to grupper bestående af Jack og Kate samt Locke og Boone ud for at finde dem. Jack møder Ethan, der advarer ham om at et af gidslerne vil blive dræbt, hvis han bliver ved med at følge ham. Jack og Kate finder Charlie hængende fra et træ med bind for øjnene. Jack prøver desperat at genoplive ham, og Charlie kommer til live. Imens finder Boone og Locke et stykke metal begravet i skovens jord. I flashbacks indrømmer Jack over for et panel, at hans far havde opereret i påvirket tilstand. |         |                                          |                  |                                                                              |                      |                    |
| 12 | 12      | "Whatever the Case May Be"               | Jack Bender      | Damon Lindelof & Jennifer Johnson                                            | Kate                 | 5. januar 2005     |
| Mens hun svømmer finder Kate betjentens låste kuffert. Jack aftaler med Kate, at han vil hjælpe hende med at åbne den, hvis han må se hvad der er inden i. Det viser sig, at der er pistoler og et legetøjsfly indeni. Kate siger, at flyet tilhørte den mand, hun elskede — og dræbte. I flashbacks røver Kate en bank så hun kan få fat i legetøjsflyet. |         |                                          |                  |                                                                              |                      |                    |
| 13 | 13      | "Hearts and Minds"                       | Rod Holcomb      | Carlton Cuse & Javier Grillo-Marxuach                                        | Boone                | 12. januar 2005    |
| Shannons forhold til Sayid bliver mere personligt. Locke og Boone prøver at komme ind den luge, de har fundet. Boone vil fortælle Shannon om lugen, og Locke giver ham et stof der får ham til at hallucinere og give slip på Shannon. I flashbacks prøver Boone at slippe af med Shannons voldelige kæreste ved at betale ham af, men han finder ud af, at det var et fupnummer udført af Shannon. Boone bliver ved med at gå i seng med Shannon. |         |                                          |                  |                                                                              |                      |                    |
| 14 | 14      | "Special"                                | Greg Yataines    | David Fury                                                                   | Michael & Walt Lloyd | 19. januar 2005    |
| En irriteret Michael konfronterer Walt, der har lært at bruge knive af Locke, og sætter ham til at hjælpe med at samle dele fra vraget til at bygge en tømmerflåde, men Walt stikker af. Michael og Locke sporer Walt inde i junglen og finder ud af, at han er blevet fanget af en isbjørn. Michael risikerer sit liv ved at redde Walt, og de bliver gode venner igen. Senere finder Locke og Boone Claire, der vælter ud af junglen. Flashbacks viser, at da Walt kun var et par måneder gammel, tog hans mor et job i Amsterdam og tog kun sin søn med sig. Hun giftede sig med en kollega ved navn Brian da Walt var to, og hun nægter Michael at snakke med Walt. År senere dør Susan, og Brian vil ikke have myndighed over Walt, fordi drengen er "anderledes". |         |                                          |                  |                                                                              |                      |                    |
| 15 | 15      | "Homecoming"                             | Kevin Hooks      | Damon Lindelof                                                               | Claire               | 9. februar 2005    |
| Claire er tilbage blandt de overlevende, men den sidste ting hun husker er flyet. Ethan konfronterer Charlie og truer med at dræbe de andre overlevende en efter en, indtil han får Claire tilbage. Trods sikkerhedsmæssige foranstaltninger bliver Scott dræbt. Med våben fra kufferten og Claire som madding sætter Jack, Kate, Locke, Sayid og Sawyer en fælde op. Den virker, og Ethan fanges. Selvom planen er at holde ham i live, dræber en hævngerrig Charlie ham. I flashbacks prøver Charlie at få narkopenge ved at stjæle fra en rig pige. |         |                                          |                  |                                                                              |                      |                    |
| 16 | 16      | "Outlaws"                                | Jack Bender      | Drew Goddard                                                                 | Sawyer               | 16. februar 2005   |
| Sawyer bliver besat af at finde det vildsvin, der har ødelagt hans telt. Han går ind i junglen med Kate for at finde det, men han dræber det dog ikke da han finder det. Han giver sit våben til Jack, der nu har alle våbnene fra betjentens kuffert. Det går op for Sawyer at han mødte Jacks far i Australien. I flashbacks sporer Sawyer den person, som han tror er den Sawyer, der har ødelagt hans liv, til Australien. Sawyer dræber manden, men han finder ud af at manden ikke var den rigtige Sawyer. |         |                                          |                  |                                                                              |                      |                    |
| 17 | 17      | "...In Translation"                      | Tucker Gates     | Javier Grillo-Marxuach & Leonard Dick                                        | Jin                  | 23. februar 2005   |
| Michael fortsætter sit arbejde på tømmerflåden, som Sawyer køber den sidste ledige plads på i bytte for byggematerialer. Flåden ildpåsættes og alle beskylder Jin for at have gjort det. Da han dagen efter bliver banket, afslører Sun overfor alle at hun kan engelsk, og Locke påpeger at gerningsmanden kunne være en af The Others. Michaels mission er stadig klar for ham, og han går straks i gang med at bygge en ny tømmerflåde. Jin fortæller Sun at det er for sent at starte forfra, og beslutter at hjælpe Michael med at bygge den nye tømmerflåde. Walt indrømmer over for Locke at det var ham der satte ild til tømmerflåden, fordi han kan lide at være på øen. I flashbacks afsløres det at Jin var dækket i blod en dag han kom hjem fra arbejde, fordi han skulle "levere en besked" til en af Mr. Paiks ansatte. Jin planlægger at rejse til USA for at starte et nyt liv. |         |                                          |                  |                                                                              |                      |                    |
| 18 | 18      | "Numbers"                                | Dan Attias       | Brent Fletcher & David Fury                                                  | Hurley               | 2. marts 2005      |
| Hurley opsnapper Rousseaus dokumenter hvorpå 4 8 15 16 23 42 står skrevet, og det er nøjagtig de numre han brugte til at vinde lotteriet. Han drager ud for at finde den franske dame, og hun fortæller at hun ikke ved hvad tallene betyder, men tilføjer at det var netop denne talrække der drev hende selv og hendes team til øen. I flashbacks vinder Hurley lotteriet, og plages efterfølgende af uheld. |         |                                          |                  |                                                                              |                      |                    |
| 19 | 19      | "Deus Ex Machina"                        | Robert Mandel    | Carlton Cuse & Damon Lindelof                                                | Locke                | 30. marts 2005     |
| Locke mister følelser i benene, kort før han og Boone opdager et lille fly på kanten af en klippe. Boone kravler op og anvender flyets radio til at udsende et nødsignal, hvorefter det styrter mod jorden. Locke bærer Boone tilbage til Jack på sine skuldre, hvorefter han igen forsvinder ind i junglen. I flashbacks svindler Lockes far ham for hans nyre. |         |                                          |                  |                                                                              |                      |                    |
| 20 | 20      | "Do No Harm"                             | Stephan Williams | Janet Tamaro                                                                 | Jack                 | 6. april 2005      |
| Boone afslører under sin operation at han og Locke havde fundet en luge, og at Locke havde bedt ham ikke fortælle andre om den. Trods Jacks intensive indsats for at redde Boone, dør han, næsten synkront med at Claire føder. I flashbacks ses Jack indgå i ægteskab med Sarah. |         |                                          |                  |                                                                              |                      |                    |
| 21 | 21      | "The Greater Good"                       | David Grossman   | Leonard Dick                                                                 | Sayid                | 4. maj 2005        |
| Locke dukker op til Boones begravelse og overfaldes af Jack. Locke beder Shannon om tilgivelse, uden held. Shannon stjæler nøglen til kufferten med pistoler fra en sovende Jack og konfronterer Locke i junglen. Sayid tackler Shannon i samme øjeblik hun affyrer skud, der snitter Lockes hoved. Sayid tvinger senere Locke til at føre ham til lugen. I flashbacks tilnærmer CIA sig Sayid i Sydney og overtaler ham til at tilslutte sig en terrorcelle for at afsløre lokationen af sprængstof. |         |                                          |                  |                                                                              |                      |                    |
| 22 | 22      | "Born To Run"                            | Tucker Gates     | Historie af Javier Grillo-Marxuach Teleplay af Edward Kitsis & Adam Horowitz | Kate                 | 11. maj 2005       |
| Sayid og Locke viser lugen til Jack, der mener den bør åbnes. Walt advarer Locke mod at åbne lugen, på trods af at han intet burde vide om den. Kate forsøger at skaffe sig en plads på tømmerflåden, og efter at Michael bliver forgiftet smider han Sawyer af flåden. Sawyer, der bliver beskyldt for at have forgiftet Michael, afslører overfor alle andre at Kate er flygtning, for at beskytte sig selv. Walt indrømmer at han ødelagde den første tømmerflåde, men på trods af, at Michael tilbyder, at de kan blive på øen, insisterer Walt på at de skal afsted. I flashbacks vender Kate tilbage til sin hjemby, for at kunne hilse på sin mor, der ligger syg med kræft. Moderen skriger på hjælp, og Kate flygter med sin barndomsven Tom, der dør under en ulykke umiddelbart efter.                                                                                                 |         |                                          |                  |                                                                              |                      |                    |
| 23 | 23      | "Exodus: Part 1"                         | Jack Bender      | Damon Lindelof & Carlton Cuse                                                | Forskellige          | 18. maj 2005       |
| Rousseau ankommer til stranden og advarer de overlevende om at The Others kommer, og fortæller dem hendes egen historie. En sort røg ses stige i det fjerne, som påstået signal om deres ankomst. Jack, Locke og Sayid fortæller Danielle hemmeligheden om lugen, og hun tilbyder at lede dem til Den Sorte Klippe, hvor der er tilstrækkelig dynamit til at springe lugen op. Jack, Locke, Kate, Hurley, Arzt og Rousseau ankommer til det store slaveskib. I flashbacks ses flere af de overlevendes ankomst til flyet. |         |                                          |                  |                                                                              |                      |                    |
| 24 | 24      | "Exodus: Part 2"                         | Jack Bender      | Damon Lindelof & Carlton Cuse                                                | Forskellige          | 25. maj 2005       |
| Rousseau forlader Den Sorte Klippe, og Arzt eksploderer efter uforsigtig omgang med dynamitten. Rousseau stjæler Claires baby, i håb om at lave en byttehandel med The Others for at få sit eget barn igen. Sayid og Charlie drager ud for at få babyen tilbage, og på vejen kommer de forbi den nedstyrtede Beechcraft, der var lastet med heroin; en fristelse der var for stor for Charlie. Da de kommer til den sorte røg er der ingen mennesker, og de får babyen tilbage fra Rousseau. Tømmerflådsbesætningen får efter flere timers sejlads kontakt med en anden båd, der viser sig at være bemandet med Others. Sawyer bliver skudt, Walt kidnappes og selve tømmerflåden destrueres. Jack, Hurley, Kate og Locke sprænger lugen op, og den afsløres som en dyb, lodret tunnel. I flashbacks ses de overlevende komme ombord på flyet.                                                    |         |                                          |                  |                                                                              |                      |                    |

## Fodnoter
1. ↑  24 er det officielle antal. På dvd-udgivelsen er finalen, "Exodus: Part 2" seperet i to dele, hvormed der tælles 25.
2. ↑  Da sæsonfinalen er separeret i to, tælles der 25 afsnit på Lost: The Complete First Season
3. ↑  "Show description". ABC Medianet. Hentet 2007-09-07.
4. ↑  "Lost - The Complete 1st Season". TV Shows on DVD.com. Arkiveret fra originalen 27. februar 2007. Hentet 2007-09-09.
5. ↑  "Producers". ABC Medianet. Arkiveret fra originalen 4. november 2014. Hentet 2007-09-07.
6. ↑  Bain, Emily, (20. oktober 2004) "Viewers Get Lost in Popular New ABC Show Arkiveret 17. april 2008 hos  Wayback Machine," The Tufts Daily.  Hentet 9. september 2007.
7. ↑  Garcia, Jorge (marts 2006) "We Want Answers! Arkiveret 15. februar 2008 hos  Wayback Machine," Maxim.  Hentet 9. september 2007.
8. ↑  Twair, Pat McDonnell, (April 2005) "ABC-TV's Hit Series, Lost, Features Sayid, a Sensitive, Appealing Iraqi," Brittanica.  Hentet 9. september 2007.
9. ↑  Juba, Scott, (28. juni 2006) "Yunjin Kim: Across Continents Arkiveret 28. september 2007 hos  Wayback Machine," The Trades. Hentet 9. september 2007.
10. ↑  Lindelof, Damon & Cuse, Carlton, (11. maj 2007) "Official Lost Podcast Arkiveret 8. oktober 2007 hos  Wayback Machine," American Broadcasting Company.  Hentet 31. august 2007
11. ↑  Disney (Oktober 2006) "Claire Littleton (Webside ikke længere tilgængelig)," ABC. Hentet 9. september 2007.
12. ↑  Kissell, Rick (25. september 2004). "ABC, Eye have quite some night". Variety.
13. ↑  Gorman, Steve (1. oktober 2004). "ABC May Have Found a Hit in 'Lost'". Reuters. Arkiveret fra originalen 5. februar 2010. Hentet 11. februar 2008.
14. ↑  Grossberg, Josh (20. oktober 2004). "ABC stays "Lost" and "Desperate"". E! Online. Arkiveret fra originalen 26. maj 2012. Hentet 4. februar 2008.
15. ↑  Emmy Awards official site Arkiveret 15. februar 2009 hos  Wayback Machine "Lost" "2004 – 2005" emmys.org. Hentet 6. september 2007
16. ↑  If. email fra SBS.
17. ↑  Anmeldelse af første sæson på filmz.dk